# Gymnocoronis
Gymnocoronis là một chi thực vật có hoa trong họ Cúc (Asteraceae).

## Loài
Chi Gymnocoronis gồm các loài: